# 莱门 (上莱茵省)
莱门（法語：Leymen，法語發音：[laimən]）是法国上莱茵省的一个市镇，属于米卢斯区。

## 地名
由于语源问题，该地名Leymen拼读方式不符合法语正字法，其标准发音为[laimən]，根据实际发音其应译作“莱门”，《世界地名翻译大辞典》与《世界地名译名词典》将其纯按法汉译音表误译作“莱芒”。

## 地理
莱门（47°29'41"N, 7°29'0"E）面积11.64 平方千米，位于法国大東部大區上莱茵省，该省份为法国东部内陆省份，是阿尔萨斯的一部分，今与下莱茵省组成了阿尔萨斯欧洲集体，其北临下莱茵省，西接孚日省，西南接贝尔福地区省，东侧沿莱茵河与德国相望，南与瑞士接壤。
与莱门接壤的市镇（或旧市镇、城区）包括：下阿根塔勒、讷维莱尔、上阿根塔勒、利本斯维莱尔、奥尔坦格、贝特拉克。
莱门的时区为UTC+01:00、UTC+02:00（夏令时）。

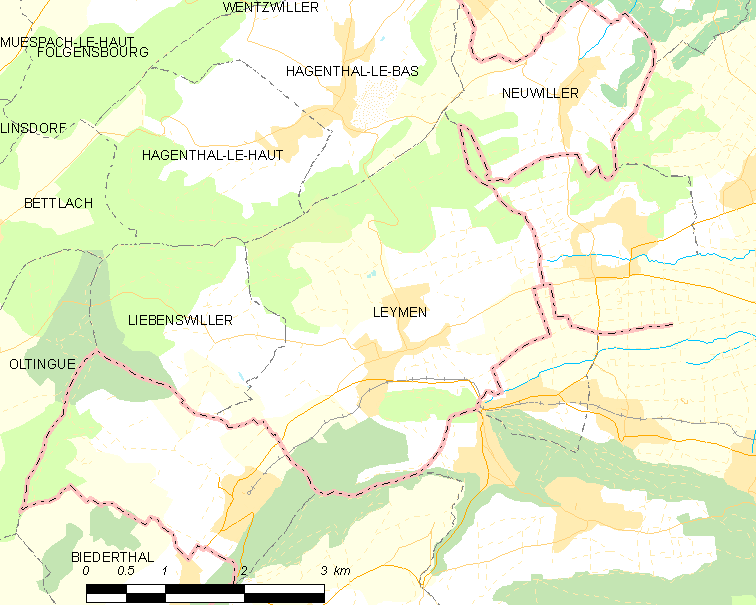
莱门的OSM定位图

## 行政
莱门的邮政编码为68220，INSEE市镇编码为68182。

## 政治
莱门所属的省级选区为圣路易县。

## 人口

1962-2008年间莱门人口变化图示

莱门于2022年1月1日时的人口数量为1263人。